# Philippe Naudé le Jeune
Philippe Naudé dit le Jeune, né le 18 octobre 1684 à Metz et mort le 17 janvier 1745 à Berlin, est un mathématicien huguenot franco-allemand. Comme son père Philippe Naudé l'Ancien, il enseigna les mathématiques à Berlin.

## Biographie
Un an à peine après sa naissance à Metz, une place forte des Trois-Évêchés, sa famille fuit la France en raison de la révocation de l'édit de Nantes décidée par Louis XIV.
Sa famille s'installe à Berlin. Son père devient professeur de mathématiques dans diverses institutions scolaires berlinoises et, destinant son fils au ministère évangélique, le fait étudier au lycée de Joachimsthal, où il enseignait lui-même. Après avoir terminé sa philosophie, Philippe Naudé le Jeune entre en théologie. Mais ses appétences pour l'algèbre et la géométrie le font bientôt renoncer à une carrière d'ecclésiastique.
Philippe Naudé le Jeune enseigne, à son tour, les mathématiques, au lycée de Joachimsthal, où il succède à son père. Il est ensuite nommé professeur au collège français de Berlin, créé en 1689 en raison de l'afflux de l'émigration messine à Berlin à la suite de la révocation de l'édit de Nantes.
En 1711, Philippe Naudé le Jeune devient membre de l'Académie des sciences de Berlin. En 1738, il devient membre de la Société royale des sciences de Londres et publie un Commentaire sur les principes de Newton, ainsi que divers ouvrages de mathématiques.
Des enfants que lui avait donné sa femme, Anne Jacob, épousée en 1714, sept survécurent. Au témoignage de Niceron, c’était un homme d’un caractère très estimable et d’une probité reconnue. Son humeur était douce et affable, sa piété sincère, ses mœurs irréprochables. Il a laissé en manuscrit un Commentaire sur les principes de Newton et diverses pièces sur toutes les parties des mathématiques, en trois vol. in-4°, mais il n’a rien publié, hormis cinq ou six mémoires, insérés dans les Miscellan. Berolin., sur des problèmes d’algèbre ou de géométrie.

## Publications
- Géométrie sur quelques propositions utiles, mais obscurément énoncées par les anciens géomètres.
- Trigonoscopiae cujusdam Novae Conspectus : Continuatio cum adjectis curiosis nonnullis Problematis Algebraicis.
- Problema geometricum de maximis in figuris planis.
- Trigonoscopiae cujusdam Novae Conspectus.
- Demonstratio trium Theorematum Regula, qua inveniuntur omnes divisores cujuscunque producti Algebraïci, dummodo in nullo divisore sit terminus irrationalis seu incommensurabilis.
- Regulae, qua inveniuntur omnes cujuslibetcunque producti Algebraici divisores, dummodo in nullo divisore terminus sit incommensurabilis, brevis praelibatio.

## Sources
- Eugène Haag et Émile Haag, La France protestante: ou, Vies des protestants français qui se sont fait un nom dans l'histoire, éditions Cherbuliez, Paris, 1846.
- « Les Huguenots du Pays messin au Refuge à Berlin ».
- Éloge à Philippe Naudé le Jeune sur Google Livres, Histoire de l'Académie royale des sciences et belles lettres, depuis son origine jusqu'à présent, 1750.